# Viktor Jansson

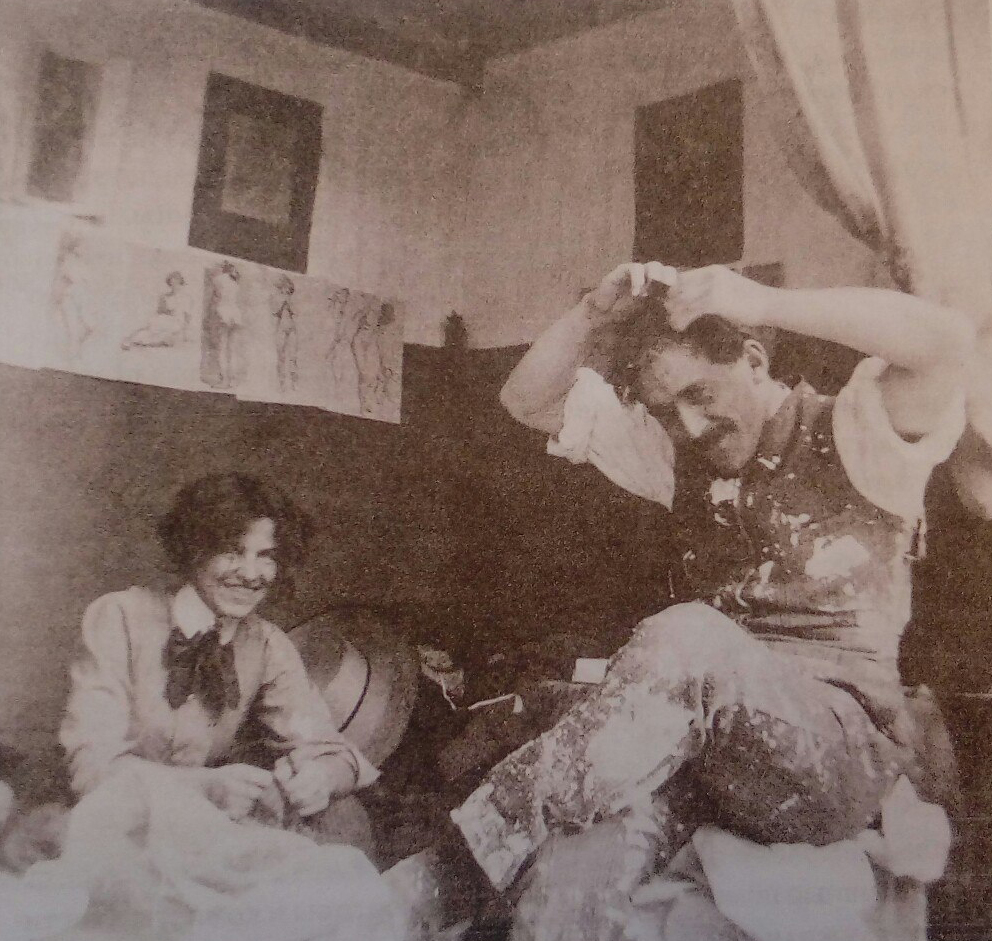
Signe Hammarsten-Jansson och Viktor Jansson, början av 1900-talet

Viktor Bernhard Jansson, född 1 mars 1886 i Helsingfors, död 22 juni 1958 i Helsingfors, var en finländsk skulptör. 

## Biografi
Viktor Jansson utbildade sig vid Finska Konstföreningens ritskola i Helsingfors 1903–1905 och i Paris. Han var banbrytande i Finland för skulpturer i granit och skapade i detta material många minnesmärken för finska krigsgravar. Som motvikt till dessa mera robusta verk finns jungfruligt spröda kvinnofigurer av hans hand, bland annat Convolvulus i Kajsaniemiparken i centrala Helsingfors.
Viktor Jansson, kallad "Faffan", var gift med Signe Hammarsten-Jansson. Han var far till Tove, Per Olov och Lars Jansson.

## Offentliga verk i urval
- Kämpe (Redo), granit, 1913, Wecksellvägen 1 i Eira i Helsingfors
- Frihetstatyn i Lahtis, 1920
- Frihetsstatyn i Tammerfors, 1920
- Convolvulus, brons, 1931, Kajsaniemiparken i Helsingfors (med Tove Jansson som modell)
- Relief av Tove Jansson, på Carl Hennings minnesplakett över Tove Jansson, Ulrikaborgsgatan 1 i Helsingfors
- Ungdom, brons, 1931, i Tavastehus (med Tove Jansson som modell)
- Pojken och fisken, brons, 1935, innegården till Väinämöinengatan 29 i Tölö i Helsingfors och Armfeltsvägen 13 i Eira i Helsingfors
- Hejsan (Snålskjuts), brons, 1940, Kapellesplanaden i Helsingfors
- Sjöjungfrun, springbrunn, brons, 1941, Bensowska husets innergård, Södra Esplanaden 22, Gardesstaden, i Helsingfors (med Tove Jansson som modell)
- Vattennymfer, brons, 1942, Esplanadparken(Kapellesplanaden i Helsingfors (med Tove Jansson som modell)
- Lekande pojkar III (Pionjärernas brunn, Nybyggarnas brunn), brons, Kramerslunden, Bertel Jungs väg, Brändö i Helsingfors
- Vårt land-monumentet, 1948, Gumtäkts äng, Majstad i Helsingfors (med Erik Bryggman (1891–1955)
- Minnesmärke över Arvid Mörne, brons, 1951, hörnet av Östra Allén och Ehrenströmsvägen i Brunnsparken i Helsingfors